# Despectivo
El despectivo es un afijo por medio del cual se forma una palabra derivada, usando derivación apreciativa, con significado negativo, irónico o de desprecio para designar que algo o alguien es malo, feo, sin forma, sin gracia, de mal gusto, etc. Este tipo de derivación es típico de las lenguas romances; el idioma español es especialmente rico en sufijos despectivos y los utiliza tanto en sustantivos como en adjetivos. 

## Sufijos despectivos en español
Algunas palabras pueden usar más de un sufijo para su forma despectiva, pero generalmente la mayoría sólo acepta un sufijo específico. Es de notar que una buena cantidad de palabras no hacen uso de ningún sufijo despectivo, para su forma despectiva suelen valerse de los sufijos aumentativos o, en menor medida, de los diminutivos. Los principales sufijos despectivos empleados en español se indican a continuación. 
- -acho, -acha: populacho, ricacha.
- -aco, -aca: pajarraco, libraco, bellaca.
- -ajo, -aja: espumarajo, pequeñaja.
- -ango, -anga: dulzango, bullanga.
- -asco, -asca: azulasco, hojarasca.
- -astro, -astra, -astre: politicastro, madrastra, pillastre.
- -ato, -ata: niñato, cegata.
- -ejo, -eja: tipejo, calleja.
- -orrio, -orria, -orro, -orra, -orio, -oria: villorrio, comidorria, tintorro, vidorra, vejestorio.
- -ucho, -ucha: feúcho, casucha.
- -uco, -uca: ventanuco, mujeruca.
- -ujo, -uja: blandujo, granuja.
- -uzo, -uza: pajuzo, gentuza.
- -zuelo, -zuela: leonzuelo, mujerzuela.

Algunos sufijos usados como aumentativos son muy usuales dentro del uso de despectivos, siempre teniendo en cuenta que depende del énfasis que se le de a la palabra en un momento concreto y el significado que posea dentro del contexto, aun así, en el Diccionario de la lengua española de la Real Academia Española los encontramos como despectivos propiamente:
- -ote, -ota.
- -uelo, -uela.
- -ecezuelo, -ezuelo.
- -achuelo, -ichuelo.
- -huela.